# Úlfr Uggason
Úlfr Uggason war ein isländischer Skalde des ausgehenden 10. Jahrhunderts. Das überlieferte Werk umfasst lediglich das Bildgedicht Húsdrápa und eine Lausavísa.
Zur Person und Leben ist wenig bekannt und das nur durch die Landnámabók (Sturlubók 76, Hauksbók 64) und aus der Njála (Kap. 60), wo er als Gegner in einem Rechtsstreit mit Ásgrímr Elliða-Grímsson und Gunnarr von Hlíðarendi erwähnt wird. Weiters findet sich im Kapitel 102 der Njála die Lausavísa, mit der Úlfr es ablehnt, sich an einem Überfall auf den Missionar Þangbrandr und dessen Begleiter zu beteiligen. In der Laxdæla saga (Kap. 29) wird über die Umstände erzählt die Úlfr veranlassten die Húsdrápa zu dichten, die fragmentarisch durch Snorri Sturluson (Prosa-Edda) überliefert ist. Die Schriften werden in die zweite Hälfte des 10. Jahrhunderts zu dessen Ende hin datiert.